# Бэдиан, Эрнст
Эрнст Бэдиан (8 августа 1925 — 1 февраля 2011) — один из ведущих историков-антиковедов XX — начала XXI века, профессор Гарвардского университета США с 1971 по 1998 год.

## Биография
Эрнст Бэдиан родился в Вене 8 августа 1925 года, но уже в 1938 году, ввиду усилившихся гонений на евреев в Австрии и Германии, был вынужден переехать с родителями в Новую Зеландию. Там в колледже Кентербери в 1945 году он получил степень бакалавра гуманитарных наук, а через год степень магистра гуманитарных наук. Затем Бэдиан перевелся в Оксфордский университет в Англии, где получил ещё одну степень бакалавра гуманитарных наук в 1950 году, а затем и магистра в 1954 году. В 1956 году Бэдиан защитил докторскую диссертацию под руководством Рональда Сайма, профессора древней истории Оксфордского университета. Он также учился у Джорджа Коуквелла.
Бэдиан преподавал в университетах Шеффилда, Дарема и Лидса в Британии и в университете штата Нью-Йорк в Буффало. В 1971 году он был назначен на кафедру истории в Гарварде, а в 1973 году на кафедру античной истории. Через четверть века, в 1998 году Бэдиан стал эмеритом. Сыграл важную роль в создании Association of Ancient Historians.

## Сфера научных интересов
Сфера научных интересов включает историю Древней Греции и Древнего Рима. Одно из первых фундаментальных исследований Э. Бэдиана посвящено римскому империализму. Помимо этого, Бэдиан был крупным исследователем личности Александра Македонского. В 1970-х годах, работая над исследованием, профессор Бэдиан повторил маршрут Александра Македонского в Иране.
Автор более 550 публикаций.

## Награды
- В 1974 году Бэдиан был избран членом Американской академии искусств и наук.
- В 1999 году получил австрийский почётный знак «За науку и искусство».

## Основные работы
- Foreign Clientelae 264-70 B.C. (Clarendon Press, Oxford, 1958)
- Studies in Greek and Roman History (Blackwell, Oxford, 1964)
- Roman Imperialism in the Late Republic, 2nd ed. (1st commercial ed.) (Blackwell, Oxford/Cornell University Press, 1968)
- Publicans and Sinners (Blackwell, Oxford/Cornell University Press, 1972, reprinted, with corrections and critical bibliography, Cornell University Press, 1983)
- From Plataea to Potidaea (Johns Hopkins University Press, 1993)
- Zöllner und Sünder (Wissenschaftliche Buchgesellschaft[нем.], Darmstadt, 1997)

Главный редактор
- Ancient Society and Institutions. Studies Presented to Victor Ehrenberg (Blackwell, Oxford, 1966)
- Polybius. Selected passages in translation (Washington Square Press, NY, 1966)
- Syme R., Roman Papers (vols. 1 & 2) (Oxford University Press, 1979)
- Translated Documents of Greek and Rome, vols. 1, 2, 3, edited jointly with Robert K. Sherk (Johns Hopkins University Press, then Cambridge University Press)
- Peucestas / Badian Ernst // Encyclopædia Iranica [Электронный ресурс] :  [англ.] / ed. by E. Yarshater. — August 15, 2006.

### На русском
1. Бэдиан Э. Цепион и Норбан (заметки о десятилетии 100—90 гг. до н. э.) // Studia Historica. — 2010. — № X. — С. 162—207.